# Napoleone (film 1951)
Napoleone è un film del 1951 diretto da Carlo Borghesio.

## Incassi
Incasso accertato sino a tutto il 31 marzo 1959 £ 226.420.762